# Nekrolog Oktober 2017
Nekrolog
◄◄
| ◄
| 2013
| 2014
| 2015
| 2016
| 2017 | 2018 | 2019 | 2020 | 2021 | ►
Januar |
Februar |
März |
April |
Mai |
Juni |
Juli |
August |
September |
Oktober |
November |
Dezember 2017
Weitere Ereignisse | Allgemeiner Nekrolog 2017
Die Beschreibung der verstorbenen Person sollte so kurz wie möglich gehalten sein und nur deren signifikante Tätigkeit(en) enthalten.
Neue Namen ggf. auch unter dem Geburts- und Sterbedatum, also etwa unter 1. Januar und im Geburts- und Sterbejahr (2024) eintragen (nur bei entsprechender großer Wichtigkeit). Für Beispiele siehe die schon vorhandenen Artikel.
Außerdem über die fünf zuletzt Verstorbenen, zu denen es einen ausreichend guten Artikel für eine Präsentation auf der Hauptseite gibt, nach der todesbedingten Überarbeitung der Artikel ggf. auch unter Wikipedia Diskussion:Hauptseite informieren und sie am besten auch in den anderen Wikipedia-Sprachversionen eintragen. Tipp: Regelmäßig bei news.google.de nach „ist tot“, „gestorben“ oder „verstorben“ suchen.
Wenn eine Person gestorben ist, gibt es viele Seiten zu dieser Person in der Wikipedia, die davon auch betroffen sind und entsprechend aktualisiert werden müssen. Beispiele: Namenübersichtsseite, Geburtsjahr, Geburtsort-Seiten und viele mehr.
Wie finde ich die betroffenen Seiten?
Im Suchfeld auf der linken Seite gibt man den Suchbegriff so ein: „Vorname Nachname“. Dann klickt man auf Volltext und alle Seiten mit entsprechendem Suchtext werden aufgerufen. Hier sieht man dann schnell, wo auch das Todesjahr Sinn macht oder sogar ein Teil des Artikels angepasst werden muss. Auch hilft das „Werkzeug“ auf der linken Seite sehr gut, um solche Seiten aufzufinden: „Links auf diese Seite“. Somit ist die Wikipedia wieder aktuell in allen Bereichen! Hinweis: bei Eintragung der Kategorie „Gestorben JAHR“ wird der Missbrauchsfilter 49 ausgelöst, was jedoch nicht schlimm ist. Siehe: Spezial:Missbrauchsfilter/49
Dies ist eine Liste von im Oktober 2017 verstorbenen bekannten Persönlichkeiten. Die Einträge erfolgen innerhalb der einzelnen Daten alphabetisch sortiert. Tiere sind im Nekrolog für Tiere zu finden.

## Oktober
| Tag         | Name                             | Beruf, bekannt als                                                     | Alter | Beleg |
| ----------- | -------------------------------- | ---------------------------------------------------------------------- | ----- | ----- |
| 31. Oktober | Wolfgang Achtner                 | deutscher Theologe und Autor                                           | 60    |       |
| 31. Oktober | Candy Atherton                   | britische Politikerin                                                  | 62    |       |
| 31. Oktober | Emery N. Castle                  | US-amerikanischer Agrarökonom                                          | 94    |       |
| 31. Oktober | Matthias Grothe                  | deutscher Basketballspieler und -trainer                               | 39    |       |
| 31. Oktober | Dominic Heilig                   | deutscher Journalist, Autor und Politiker                              | 39    |       |
| 31. Oktober | Alice Kaluza                     | deutsche Tänzerin und Choreografin                                     | 96    |       |
| 31. Oktober | Alain Mottet                     | französischer Schauspieler                                             | 78    |       |
| 31. Oktober | Papi Oviedo                      | kubanischer Tres-Spieler                                               | 79    |       |
| 31. Oktober | Dieter Ranspach                  | deutscher Schauspieler und Synchronsprecher                            | 91    |       |
| 31. Oktober | Stefano Salvatori                | italienischer Fußballspieler und -trainer                              | 49    |       |
| 31. Oktober | Abubakari Yakubu                 | ghanaischer Fußballspieler                                             | 35    |       |
| 30. Oktober | Fred Beckey                      | US-amerikanischer Bergsteiger                                          | 94    |       |
| 30. Oktober | Algimantas Butnorius             | litauischer Schachspieler                                              | 70    |       |
| 30. Oktober | Frank Doran                      | britischer Politiker                                                   | 68    |       |
| 30. Oktober | Mircea Drăgan                    | rumänischer Filmregisseur                                              | 85    |       |
| 30. Oktober | Johannes Felsenstein             | deutscher Intendant und Regisseur                                      | 73    |       |
| 30. Oktober | Lutz Goldbeck                    | deutscher Psychologe                                                   | 58    |       |
| 30. Oktober | Susanne Göpferich-Görnert        | deutsche Übersetzungswissenschaftlerin                                 | 52    |       |
| 30. Oktober | Ronald G. Harley                 | südafrikanischer Elektroingenieur                                      | 77    |       |
| 30. Oktober | Alfred Heizmann                  | deutscher Lehrer, Mundartdichter und Fasnachtsredner                   | 68    |       |
| 30. Oktober | Heinz Hundeshagen                | deutscher Mediziner und Hochschulrektor                                | 89    |       |
| 30. Oktober | Saúl Ibarra                      | mexikanischer Fußballspieler                                           | 52    |       |
| 30. Oktober | Kim Joo-hyuck                    | südkoreanischer Schauspieler                                           | 45    |       |
| 30. Oktober | Rainer Knußmann                  | deutscher Anthropologe                                                 | 81    |       |
| 30. Oktober | Cornelius Kipng’eno arap Korir   | kenianischer Bischof                                                   | 67    |       |
| 30. Oktober | James D. Martin                  | US-amerikanischer Politiker                                            | 99    |       |
| 30. Oktober | Judy Martz                       | US-amerikanische Eisschnellläuferin und Politikerin                    | 74    |       |
| 30. Oktober | Salvador Minuchin                | argentinischer Psychiater                                              | 96    |       |
| 30. Oktober | Eugène Parlier                   | Schweizer Fußballspieler                                               | 88    |       |
| 30. Oktober | Amina Okujewa                    | ukrainische Aktivistin                                                 | 34    |       |
| 30. Oktober | Gerhart Schmidt                  | deutscher Philosoph                                                    | 92    |       |
| 30. Oktober | Gabriele Schuster                | deutsche Juristin                                                      | 60    |       |
| 30. Oktober | Lajos Som                        | ungarischer Musiker                                                    | 70    |       |
| 30. Oktober | Daniel Viglietti                 | uruguayischer Sänger, Komponist, Gitarrist und Politaktivist           | 78    |       |
| 30. Oktober | Abbas Zandi                      | iranischer Ringer                                                      | 87    |       |
| 29. Oktober | Muhal Richard Abrams             | US-amerikanischer Jazzmusiker                                          | 87    |       |
| 29. Oktober | Dennis Banks                     | US-amerikanischer Bürgerrechtler                                       | 80    |       |
| 29. Oktober | Walter L. Brown                  | US-amerikanischer Physiker und Werkstoffwissenschaftler                | 93    |       |
| 29. Oktober | Richard E. Cavazos               | US-amerikanischer General                                              | 88    |       |
| 29. Oktober | Emericus Joannes van Donzel      | niederländischer Historiker                                            | 92    |       |
| 29. Oktober | Raúl García Zárate               | peruanischer Gitarrist                                                 | 85    |       |
| 29. Oktober | Lew Gluckin                      | US-amerikanischer Jazztrompeter und Arrangeur                          | 87    |       |
| 29. Oktober | Richard Hambleton                | kanadischer Künstler                                                   | 63    |       |
| 29. Oktober | Zvi Hashin                       | israelischer Werkstoffwissenschaftler                                  | 88    |       |
| 29. Oktober | Makarios Hebler                  | deutscher Benediktinerabt                                              | 67    |       |
| 29. Oktober | Frank Holder                     | guayanesischer Jazzmusiker                                             | 92    |       |
| 29. Oktober | Horst Kahstein                   | deutscher Fußballfunktionär                                            | 73    |       |
| 29. Oktober | Władysław Kowalski               | polnischer Schauspieler                                                | 81    |       |
| 29. Oktober | Elena Lagadinowa                 | bulgarische Widerstandskämpferin, Agrarbiologin und Politikerin        | 87    |       |
| 29. Oktober | Anthony Madigan                  | australischer Boxer                                                    | 87    |       |
| 29. Oktober | Manfredi Nicoletti               | italienischer Architekt                                                | 87    |       |
| 29. Oktober | Linda Nochlin                    | US-amerikanische Kunsthistorikerin                                     | 86    |       |
| 29. Oktober | Ricky Renée                      | US-amerikanischer Schauspieler und Entertainer                         | 88    |       |
| 29. Oktober | Peter W. Schutz                  | deutsch-US-amerikanischer Manager                                      | 87    |       |
| 29. Oktober | Fernando de Soria                | argentinischer Schauspieler                                            | 80    |       |
| 29. Oktober | Ninian Stephen                   | australischer Politiker und Richter                                    | 94    |       |
| 29. Oktober | Piotr Szczęsny                   | polnischer Chemiker                                                    | ≈54   |       |
| 29. Oktober | Keith Wilder                     | US-amerikanischer Musiker                                              | 65    |       |
| 28. Oktober | Viljo Anslan                     | estnischer Seemann und Schriftsteller                                  | 80    |       |
| 28. Oktober | Horst Bachmayer                  | deutscher bildender Künstler                                           | 85    |       |
| 28. Oktober | Kurt Bodlak                      | österreichischer Graveur und Medailleur                                | 93    |       |
| 28. Oktober | Fabio Echeverri                  | kolumbianischer Unternehmer                                            | 74    |       |
| 28. Oktober | Heinz Flegel                     | deutscher Mediziner                                                    | 94    |       |
| 28. Oktober | Lionel Galand                    | französischer Berberologe                                              | 97    |       |
| 28. Oktober | Ronald Getoor                    | US-amerikanischer Mathematiker                                         | 88    |       |
| 28. Oktober | Edgar Gutbub                     | deutscher Bildhauer, Installationskünstler und Graphiker               | 77    |       |
| 28. Oktober | Karl W. Jacobi                   | deutscher Mediziner                                                    | 84    |       |
| 28. Oktober | Erich Jooß                       | deutscher Medienrat und Schriftsteller                                 | 71    |       |
| 28. Oktober | Gottfried Kirchner               | deutscher Journalist und Dokumentarfilmer                              | 77    |       |
| 28. Oktober | Josaphat-Robert Large            | haitianischer Dichter                                                  | 74    |       |
| 28. Oktober | Heinz G. Lück                    | deutscher Schauspieler                                                 | 88    |       |
| 28. Oktober | Manuel Sanchís                   | spanischer Fußballspieler                                              | 79    |       |
| 28. Oktober | Al Oster                         | kanadischer Musiker                                                    | 92    |       |
| 28. Oktober | Willy Schroeders                 | belgischer Radrennfahrer                                               | 84    |       |
| 28. Oktober | Waltraut Schulz                  | deutsche Musikerin                                                     | 87    |       |
| 28. Oktober | Jörg Willer                      | deutscher Physikdidaktiker                                             | 81    |       |
| 27. Oktober | Alaeddin Adlernest               | österreichischer Musiker                                               | 77    |       |
| 27. Oktober | Gerd Hanebeck                    | deutscher Künstler                                                     | 78    |       |
| 27. Oktober | Welimir Kalandadse               | georgischer Schachkomponist                                            |       |       |
| 27. Oktober | Stefan Kiefer                    | deutscher Motorradrennfahrer und Teambesitzer                          | 51    |       |
| 27. Oktober | Hans Kraay senior                | niederländischer Fußballspieler und -trainer                           | 81    |       |
| 27. Oktober | Torsten M. Krogh                 | deutscher Schauspieler                                                 | 53    |       |
| 27. Oktober | Dieter Kurrat                    | deutscher Fußballspieler                                               | 75    |       |
| 27. Oktober | Peter Lawrenson                  | britischer Elektroingenieur                                            | 84    |       |
| 27. Oktober | Günter Marx                      | deutscher Physikochemiker                                              | 78    |       |
| 27. Oktober | Milan Nápravník                  | tschechischer Schriftsteller                                           | 86    |       |
| 27. Oktober | Dick Noel                        | US-amerikanischer Sänger                                               | 90    |       |
| 27. Oktober | Jon Kalb                         | US-amerikanischer Geologe                                              | 76    |       |
| 27. Oktober | Nelly Olin                       | französische Politikerin                                               | 76    |       |
| 27. Oktober | Milton J. Schlesinger            | US-amerikanischer Virologe                                             | 89    |       |
| 27. Oktober | Katalin Szőke                    | ungarische Schwimmerin                                                 | 82    |       |
| 27. Oktober | Philipp Vollkommer               | deutscher Politiker                                                    | 89    |       |
| 27. Oktober | Karl Wucherpfennig               | deutscher Lebensmittelchemiker                                         | 92    |       |
| 27. Oktober | Dorothea Zech                    | deutsche Textildesignerin                                              | 88    |       |
| 26. Oktober | Werner Berges                    | deutscher bildender Künstler                                           | 75    |       |
| 26. Oktober | Liviu Dănceanu                   | rumänischer Komponist                                                  | 63    |       |
| 26. Oktober | Manfred Erdmann                  | deutscher Synchronsprecher                                             | 77    |       |
| 26. Oktober | Saro Galentz                     | armenischer Maler                                                      | 71    |       |
| 26. Oktober | Roger Garland                    | britischer Illustrator                                                 | 67    |       |
| 26. Oktober | Lilian Hess                      | deutsche Biologin                                                      | 88    |       |
| 26. Oktober | Andrea Schacht                   | deutsche Schriftstellerin                                              | 61    |       |
| 26. Oktober | Gottfried Schramm                | deutscher Historiker                                                   | 88    |       |
| 26. Oktober | Hubert Stapelfeldt               | deutscher Fußballspieler                                               | 76    |       |
| 26. Oktober | Wolfgang Tiessen                 | deutscher Verleger                                                     | 87    |       |
| 26. Oktober | Geoff Tootill                    | britischer Computeringenieur                                           | 95    |       |
| 25. Oktober | Jack Bannon                      | US-amerikanischer Schauspieler                                         | 77    |       |
| 25. Oktober | Silvia Bovenschen                | deutsche Literaturwissenschaftlerin, Autorin und Essayistin            | 71    |       |
| 25. Oktober | Vilnis Edvīns Bresis             | lettischer Politiker                                                   | 79    |       |
| 25. Oktober | Ronald Breslow                   | US-amerikanischer Chemiker                                             | 86    |       |
| 25. Oktober | Bernhard Hoffmann                | deutscher Politiker                                                    | 98    |       |
| 25. Oktober | Reinhold Krampitz                | deutscher Ingenieur und Politiker                                      | 85    |       |
| 25. Oktober | John B. Lewis                    | kanadischer Meeresbiologe und Museumsdirektor                          | 92    |       |
| 25. Oktober | Maud Linder                      | französische Journalistin und Dokumentarfilmerin                       | 93    |       |
| 25. Oktober | Peter MacGregor-Scott            | britischer Filmproduzent                                               | 69    |       |
| 25. Oktober | Joseph Mahn Erie                 | myanmarischer Bischof                                                  | 92    |       |
| 25. Oktober | Joachim Maiwald                  | deutscher Jurist                                                       | 80    |       |
| 25. Oktober | John Manduell                    | britischer Komponist, Musikpädagoge und Festivaldirektor               | 89    |       |
| 25. Oktober | John Mollo                       | britischer Kostümbildner                                               | 86    |       |
| 25. Oktober | Bernard Lédéa Ouédraogo          | burkinischer Lehrer, Aktivist und Politiker                            | 87    |       |
| 25. Oktober | Wim Schalks                      | niederländischer Fußballschiedsrichter                                 | 94    |       |
| 25. Oktober | Amalia Signorelli                | italienische Anthropologin                                             | 83    |       |
| 24. Oktober | İhsan Aksoy                      | türkischer Autor                                                       | ≈73   |       |
| 24. Oktober | Inga Borg                        | schwedische Schriftstellerin und Illustratorin                         | 92    |       |
| 24. Oktober | Ingetraut Dahlberg               | deutsche Informationswissenschaftlerin und Philosophin                 | 90    |       |
| 24. Oktober | Girija Devi                      | indische Sängerin                                                      | 88    |       |
| 24. Oktober | Fats Domino                      | US-amerikanischer Sänger                                               | 89    |       |
| 24. Oktober | Michael Patrick Driscoll         | US-amerikanischer Bischof                                              | 78    |       |
| 24. Oktober | Melvin M. Green                  | US-amerikanischer Genetiker                                            | 101   |       |
| 24. Oktober | Robert Guillaume                 | US-amerikanischer Schauspieler                                         | 89    |       |
| 24. Oktober | Herbert Helmrich                 | deutscher Jurist und Politiker                                         | 83    |       |
| 24. Oktober | Otto Kraus                       | deutscher Zoologe                                                      | 87    |       |
| 24. Oktober | Jane Juska                       | US-amerikanische Schriftstellerin und Lehrerin                         | 84    |       |
| 24. Oktober | Komiya Yasutaka                  | japanischer Färber und Kunsthandwerker                                 | 91    |       |
| 24. Oktober | Junichi Murakami                 | japanischer Rechtswissenschaftler                                      | 84    |       |
| 24. Oktober | Carlos Moreán                    | venezolanischer Popsänger, Komponist und Orchesterleiter               | 70    |       |
| 24. Oktober | Isabel Quintanilla               | spanische Zeichnerin und Malerin                                       | ≈79   |       |
| 24. Oktober | Nissim Rejwan                    | irakisch-israelischer Journalist und Sachbuchautor                     | 92    |       |
| 24. Oktober | I. V. Sasi                       | indischer Filmregisseur                                                | 69    |       |
| 24. Oktober | Helmut Wolff                     | deutscher Chirurg                                                      | 89    |       |
| 24. Oktober | Peter Zgonc                      | österreichischer Unternehmer                                           | 78    |       |
| 23. Oktober | Georges Abadie                   | französischer Jurist und Verwaltungsbeamter                            | 92    |       |
| 23. Oktober | Corrado Böhm                     | italienischer Informatiker                                             | 94    |       |
| 23. Oktober | Kurt M. Dubowski                 | US-amerikanischer Rechtsmediziner und Toxikologe                       | 95    |       |
| 23. Oktober | Reinhold Durnthaler              | österreichischer Bobfahrer                                             | 74    |       |
| 23. Oktober | Anthony Hallam                   | britischer Geologe                                                     | 83    |       |
| 23. Oktober | Anna Margret Janovicz            | deutsche Stifterin                                                     | 100   |       |
| 23. Oktober | Walter Lassally                  | britischer Kameramann                                                  | 90    |       |
| 23. Oktober | Joyce R. McLaughlin              | US-amerikanische Mathematikerin                                        | 78    |       |
| 23. Oktober | Joachim Mertes                   | deutscher Politiker                                                    | 68    |       |
| 23. Oktober | Iona Opie                        | britische Erzählforscherin                                             | 94    |       |
| 23. Oktober | Charles Sims                     | US-amerikanischer Mathematiker                                         | 80    |       |
| 23. Oktober | Gilbert Stork                    | US-amerikanischer Chemiker                                             | 95    |       |
| 22. Oktober | Martin Eric Ain                  | Schweizer Musiker                                                      | 50    |       |
| 22. Oktober | Lambert Dörr                     | deutscher Benediktinerabt                                              | 81    |       |
| 22. Oktober | Herbert Ehler                    | deutscher Filmproduzent                                                | 86    |       |
| 22. Oktober | George Nicholas Georgano         | britischer Autor und Automobilhistoriker                               | 85    |       |
| 22. Oktober | Atle Hammer                      | norwegischer Jazz-Trompeter und Flügelhornist                          | 85    |       |
| 22. Oktober | Ângela Lago                      | brasilianische Schriftstellerin und Illustratorin                      | 71    |       |
| 22. Oktober | Ram Mukherjee                    | indischer Filmregisseur                                                | 84    |       |
| 22. Oktober | Hagen Nerdinger                  | deutscher Zeichner und Grafiker                                        | 80    |       |
| 22. Oktober | Scott Putesky                    | US-amerikanischer Musiker                                              | 49    |       |
| 22. Oktober | Wolfgang Schrage                 | deutscher Theologe                                                     | 89    |       |
| 22. Oktober | Eleonore Trefftz                 | deutsche Physikerin und Mathematikerin                                 | 97    |       |
| 22. Oktober | Geraldo Verdier                  | brasilianisch-französischer Bischof                                    | 80    |       |
| 22. Oktober | Michael P. Walters               | nordirischer Ornithologe                                               | 74    | [ 1 ] |
| 22. Oktober | Paul J. Weitz                    | US-amerikanischer Astronaut                                            | 85    |       |
| 22. Oktober | Jean-Jacques Werner              | französischer Dirigent und Komponist moderner Musik                    | 82    |       |
| 22. Oktober | George Young                     | australischer Rockmusiker                                              | 70    |       |
| 21. Oktober | Marcus Accioly                   | brasilianischer Dichter                                                | 74    |       |
| 21. Oktober | Donald Bain                      | US-amerikanischer Schriftsteller                                       | 82    |       |
| 21. Oktober | Denise Barlow                    | britische Genetikerin                                                  | 67    |       |
| 21. Oktober | Peter F. Bermel                  | US-amerikanischer Kartograf und Topografieingenieur                    | 89    |       |
| 21. Oktober | John A. Burrow                   | britischer Literaturwissenschaftler                                    | 85    |       |
| 21. Oktober | Franz-Ludwig Deubner             | deutscher Astronom und Astrophysiker                                   | 83    |       |
| 21. Oktober | Abdel-Aziz A. Fouad              | ägyptisch-US-amerikanischer Elektroingenieur                           | 89    |       |
| 21. Oktober | Freddy Galavís                   | venezolanischer Schauspieler                                           | 76    |       |
| 21. Oktober | Morty Geist                      | US-amerikanischer Jazz- und Unterhaltungsmusiker                       | 89    |       |
| 21. Oktober | Robert Getchell                  | US-amerikanischer Drehbuchautor                                        | 80    |       |
| 21. Oktober | Martin Giese                     | deutscher Radrennfahrer                                                | 80    |       |
| 21. Oktober | Helmut Glaser                    | österreichischer Politiker                                             | 77    |       |
| 21. Oktober | Gladys Holland                   | US-amerikanische Schauspielerin und Synchronsprecherin                 | 94    |       |
| 21. Oktober | William Kimberly                 | US-amerikanischer Automobilrennfahrer                                  | 84    |       |
| 21. Oktober | Rosemary Leach                   | britische Schauspielerin                                               | 81    |       |
| 21. Oktober | Juan de Dios Mataflorida Pueblos | philippinischer Bischof                                                | 74    |       |
| 21. Oktober | Lech Ordon                       | polnischer Schauspieler                                                | 88    |       |
| 21. Oktober | Max Pfister                      | Schweizer Romanist                                                     | 85    |       |
| 21. Oktober | Herbert Strabel                  | deutscher Filmarchitekt                                                | 90    |       |
| 21. Oktober | Uwe Strasek                      | deutscher Wasserspringer                                               | 53    |       |
| 21. Oktober | Kazimierz Chodakowski            | polnischer Eishockeyspieler                                            | 88    |       |
| 20. Oktober | Toni Edelmann                    | finnischer Musiker und Komponist                                       | 71    |       |
| 20. Oktober | Ugo Fangareggi                   | italienischer Schauspieler                                             | 79    |       |
| 20. Oktober | Rudolf Gorenflo                  | deutscher Mathematiker                                                 | 87    |       |
| 20. Oktober | Federico Luppi                   | argentinisch-spanischer Schauspieler                                   | 81    |       |
| 20. Oktober | Mojo Mendiola                    | deutscher Journalist und Künstler                                      | 63    |       |
| 20. Oktober | Peter Pollack                    | deutscher Politiker                                                    | 87    |       |
| 20. Oktober | Mathieu Riebel                   | französischer Radrennfahrer                                            | 20    |       |
| 20. Oktober | Adam Sobiczewski                 | polnischer Physiker                                                    | 86    |       |
| 20. Oktober | Thomas Vogel                     | deutscher Schriftsteller und Journalist                                | 70    |       |
| 19. Oktober | Frits Bom                        | niederländischer Fernsehmoderator                                      | 73    |       |
| 19. Oktober | Jeanne Brousse                   | französische Widerstandskämpferin                                      | 96    |       |
| 19. Oktober | Frank Brühne                     | deutscher Kameramann                                                   | 76    |       |
| 19. Oktober | Horst Werner Janssen             | deutscher Kapitän und Reeder                                           | 84    |       |
| 19. Oktober | Paul J. Keller                   | Schweizer Mediziner                                                    | 80    |       |
| 19. Oktober | Helmut Fechner                   | deutscher Politiker                                                    | 82    |       |
| 19. Oktober | Umberto Lenzi                    | italienischer Filmregisseur und Autor                                  | 86    |       |
| 19. Oktober | Miguel Ángel Loayza              | peruanischer Fußballspieler                                            | 77    |       |
| 19. Oktober | Castor Paul Msemwa               | tansanischer Bischof                                                   | 62    |       |
| 19. Oktober | Donn Pearce                      | US-amerikanischer Schriftsteller                                       | 89    |       |
| 19. Oktober | Michael Pitfield                 | kanadischer Politiker                                                  | 80    |       |
| 19. Oktober | Justin Reed                      | US-amerikanischer Basketballspieler                                    | 35    |       |
| 19. Oktober | Roy Sherwood                     | US-amerikanischer Skispringer                                          | 85    |       |
| 19. Oktober | Werner Toelcke                   | deutscher Schauspieler und Schriftsteller                              | 87    |       |
| 19. Oktober | Alfred Ziffer                    | deutscher Kunsthistoriker                                              | 60    |       |
| 18. Oktober | Alparslan Akça                   | türkischer Geodät und Forstwissenschaftler                             | 81    |       |
| 18. Oktober | Ed Barnowski                     | US-amerikanischer Baseballspieler                                      | 74    |       |
| 18. Oktober | Gregory Baum                     | kanadischer Theologe                                                   | 94    |       |
| 18. Oktober | Brent Briscoe                    | US-amerikanischer Schauspieler                                         | 56    |       |
| 18. Oktober | Eamonn Campbell                  | irischer Folkmusiker                                                   | 70    |       |
| 18. Oktober | Ross Chambers                    | australisch-US-amerikanischer Literaturwissenschaftler                 | 84    |       |
| 18. Oktober | Siegfried George                 | deutscher Politikdidaktiker                                            | 84    |       |
| 18. Oktober | Phil Miller                      | britischer Rockjazz-Gitarrist                                          | 68    |       |
| 18. Oktober | Dorothy Morrison                 | US-amerikanische Kinderdarstellerin                                    | 98    |       |
| 18. Oktober | Eva Paulusová-Benešová           | tschechoslowakische Skilangläuferin                                    | 80    |       |
| 18. Oktober | Marino Perani                    | italienischer Fußballspieler und -trainer                              | 77    |       |
| 18. Oktober | Ludwig Rotthowe                  | deutscher Fotograf                                                     | 80    |       |
| 18. Oktober | Willy Schroeders                 | belgischer Radrennfahrer                                               | 84    |       |
| 18. Oktober | Ricardo J. Vidal                 | philippinischer Kardinal und Erzbischof                                | 86    |       |
| 18. Oktober | Issam Zahreddine                 | syrischer General                                                      | 56    |       |
| 17. Oktober | Thomas Albeck                    | deutscher Fußballspieler und -funktionär                               | 61    |       |
| 17. Oktober | Claudia Brandmair                | österreichische Modedesignerin                                         | 42    |       |
| 17. Oktober | Robert J. C. Butow               | US-amerikanischer Historiker                                           | 93    |       |
| 17. Oktober | Danielle Darrieux                | französische Schauspielerin                                            | 100   |       |
| 17. Oktober | Isabella Diederiks-Verschoor     | niederländische Rechtswissenschaftlerin                                | 102   |       |
| 17. Oktober | Gord Downie                      | kanadischer Rockmusiker                                                | 53    |       |
| 17. Oktober | Mychael Knight                   | US-amerikanischer Modedesigner                                         | 39    |       |
| 17. Oktober | Bruno Kropff                     | deutscher Jurist                                                       | 92    |       |
| 17. Oktober | Ingvar Lidholm                   | schwedischer Komponist                                                 | 96    |       |
| 17. Oktober | Julian May                       | US-amerikanische Schriftstellerin                                      | 86    |       |
| 17. Oktober | Dick Morley                      | US-amerikanischer Ingenieur                                            | 84    |       |
| 17. Oktober | Wjatscheslaw Preobraschenski     | russischer Jazzmusiker                                                 | 66    |       |
| 17. Oktober | Irmgard Spencker                 | deutsche Bibliothekarin                                                | 76    |       |
| 17. Oktober | Harry Stradling junior           | US-amerikanischer Kameramann                                           | 92    |       |
| 17. Oktober | Günther Wendt                    | deutscher Offizier                                                     | 86    |       |
| 17. Oktober | Robert Winkler                   | österreichischer Fußballspieler und -trainer                           | 48    |       |
| 17. Oktober | Charles R. Wright                | US-amerikanischer Soziologe und Kommunikationswissenschaftler          | 90    |       |
| 16. Oktober | Richard Barclay                  | US-amerikanischer Schauspieler                                         | ≈86   |       |
| 16. Oktober | Gottfried Böttger                | deutscher Pianist                                                      | 67    |       |
| 16. Oktober | Kevin Cadle                      | US-amerikanischer Sportreporter und Basketballtrainer                  | 62    |       |
| 16. Oktober | Daphne Caruana Galizia           | maltesische Journalistin                                               | 53    |       |
| 16. Oktober | Roy Dotrice                      | britischer Schauspieler                                                | 94    |       |
| 16. Oktober | John Dunsworth                   | kanadischer Schauspieler                                               | 71    |       |
| 16. Oktober | Sean Hughes                      | irischer Komiker und Schauspieler                                      | 51    |       |
| 16. Oktober | Edward Kersting                  | deutscher Unternehmer                                                  | 85    |       |
| 16. Oktober | Antonín Matzner                  | tschechischer Musikhistoriker, Jazzautor, Musikproduzent und Dramaturg | 73    |       |
| 16. Oktober | Maria Electis Luzia Mohrs        | brasilianische Ordensschwester                                         | 113   |       |
| 15. Oktober | Hans Bufler                      | deutscher Ingenieurwissenschaftler                                     | 88    |       |
| 15. Oktober | Caspar R. Curjel                 | schweizerisch-US-amerikanischer Mathematiker                           | 85    |       |
| 15. Oktober | Egon Grüning                     | deutscher Polizeioffizier                                              | 86    |       |
| 15. Oktober | Choirul Huda                     | indonesischer Fußballspieler                                           | 38    |       |
| 15. Oktober | Shamsher Khan                    | indischer Schwimmer                                                    | 86    |       |
| 15. Oktober | Dieter Kirchhöfer                | deutscher Philosoph und Erziehungswissenschaftler                      | 81    |       |
| 15. Oktober | Jörg Lunderstädt                 | deutscher Forstwissenschaftler                                         | 82    |       |
| 15. Oktober | Helmut Maletzke                  | deutscher Maler, Grafiker und Schriftsteller                           | 97    |       |
| 15. Oktober | Bert Massie                      | britischer Behindertenaktivist                                         | 68    |       |
| 15. Oktober | Xavier Munyongani                | simbabwischer Bischof                                                  | 67    |       |
| 15. Oktober | Martin Rein                      | US-amerikanischer Sozialwissenschaftler                                | 89    |       |
| 15. Oktober | Hinrich R. Reinstrom             | deutscher Historiker                                                   | 91    |       |
| 15. Oktober | Heinrich Rubner                  | deutscher Historiker und Forstwissenschaftler                          | 91    |       |
| 15. Oktober | Rose Schwarz                     | deutsche Missionarin                                                   | 82    |       |
| 15. Oktober | Lekh Tandon                      | indischer Filmregisseur und -schauspieler                              | 88    |       |
| 15. Oktober | Serge Thion                      | französischer Soziologe und Holocaustleugner                           | 75    |       |
| 14. Oktober | Richard Adam                     | tschechischer Sänger                                                   | 86    |       |
| 14. Oktober | Thomas Blanke                    | deutscher Rechtswissenschaftler                                        | 73    |       |
| 14. Oktober | Wolfgang Bötsch                  | deutscher Politiker                                                    | 79    |       |
| 14. Oktober | Walter Bushuk                    | kanadischer Lebensmittelchemiker                                       | 88    |       |
| 14. Oktober | Roger Delageneste                | französischer Automobilrennfahrer                                      | 87    |       |
| 14. Oktober | Klaus Hoffmann-Hoock             | deutscher Multiinstrumentalist und Komponist                           | 66    |       |
| 14. Oktober | Rainer Klis                      | deutscher Schriftsteller                                               | 62    |       |
| 14. Oktober | Matthias von Kummer              | deutscher Diplomat                                                     | 69    |       |
| 14. Oktober | Fulgence Werner Le Roy           | belgischer Benediktiner und Bischof                                    | 93    |       |
| 14. Oktober | Klaus Löhle                      | deutscher Agrarwissenschaftler                                         | 88    |       |
| 14. Oktober | Yambo Ouologuem                  | malischer Schriftsteller                                               | 77    |       |
| 14. Oktober | Hellmuth Petsche                 | österreichischer Neurologe                                             | 94    |       |
| 14. Oktober | Gerhard Seeland                  | deutscher Agrarwissenschaftler                                         | 76    |       |
| 14. Oktober | Georg Sternberg                  | deutscher Radrennfahrer und Schrittmacher                              | 89    |       |
| 14. Oktober | Hans Ströbitzer                  | österreichischer Journalist und Publizist                              | 87    |       |
| 14. Oktober | Friedemann Tiedt                 | deutscher Politiker                                                    | 72    |       |
| 14. Oktober | Daniel Webb                      | US-amerikanischer Baseballspieler                                      | 28    |       |
| 14. Oktober | Richard Wilbur                   | US-amerikanischer Dichter und Schriftsteller                           | 96    |       |
| 13. Oktober | Hans Benzler                     | deutscher Fußballtorhüter                                              | 81    |       |
| 13. Oktober | Margrit Bolli                    | Schweizer Funkerin                                                     | 97    |       |
| 13. Oktober | Bernd Bonwetsch                  | deutscher Historiker                                                   | 76    |       |
| 13. Oktober | Wolfgang Haney                   | deutscher Numismatiker und Holocaust-Zeitzeuge                         | 93    |       |
| 13. Oktober | Henn-Kaarel Hellat               | estnischer Kritiker und Schriftsteller                                 | 85    |       |
| 13. Oktober | Bo Holmström                     | schwedischer Journalist und Fernsehreporter                            | 78    |       |
| 13. Oktober | Antanas Kairys                   | litauischer Zootechniker und Politiker                                 | 83    |       |
| 13. Oktober | Herbert Lenhof                   | deutscher Bischof                                                      | 81    |       |
| 13. Oktober | William Lombardy                 | US-amerikanischer Schachspieler                                        | 79    |       |
| 13. Oktober | Kurt Mohr                        | deutscher Geologe                                                      | 91    |       |
| 13. Oktober | Carlos Rodríguez                 | kolumbianischer Fußballspieler                                         |       |       |
| 13. Oktober | Jacqueline Thiédot               | französische Filmeditorin                                              | 92    |       |
| 13. Oktober | Lauri Vilkko                     | finnischer Penthathlet und Armeeoffizier                               | 92    |       |
| 13. Oktober | Albert Zafy                      | madagassischer Politiker                                               | 90    |       |
| 13. Oktober | Lothar Zysk                      | deutscher Jurist                                                       | 83    |       |
| 12. Oktober | Hu Bo                            | chinesischer Romancier und Filmregisseur                               | 29    |       |
| 12. Oktober | Peter Kummer                     | Schweizer Politiker                                                    | 71    |       |
| 12. Oktober | Götz Landwehr                    | deutscher Rechtswissenschaftler                                        | 81    |       |
| 12. Oktober | Andy McGhee                      | US-amerikanischer Jazzmusiker, Autor und Hochschullehrer               | 89    |       |
| 12. Oktober | Jochen Oehler                    | deutscher Biologe                                                      | 74    |       |
| 12. Oktober | Peter Popitz                     | deutscher Politiker                                                    | 80    |       |
| 12. Oktober | Horst Posdorf                    | deutscher Mathematiker und Politiker                                   | 69    |       |
| 12. Oktober | Ingrid Rimland                   | US-amerikanische Holocaustleugnerin                                    |       |       |
| 12. Oktober | Gerhard Rothenbuchner            | deutscher Endokrinologe                                                | 88    |       |
| 12. Oktober | Tom Schanz                       | deutscher Geotechniker                                                 | 55    |       |
| 12. Oktober | Herman Van Loo                   | belgischer Radrennfahrer                                               | 72    |       |
| 12. Oktober | Emmy Werner                      | US-amerikanische Entwicklungspsychologin                               | 88    |       |
| 11. Oktober | Akron                            | Schweizer Künstler, Musiker, Autor, Astrologe und Okkultist            | 69    |       |
| 11. Oktober | Don Pedro Colley                 | US-amerikanischer Schauspieler                                         | 79    |       |
| 11. Oktober | James R. Ford                    | US-amerikanischer Politiker                                            | 91    |       |
| 11. Oktober | Ben Hawkins                      | US-amerikanischer American-Football-Spieler                            | 73    |       |
| 11. Oktober | Clifford Husbands                | barbadischer Politiker                                                 | 91    |       |
| 11. Oktober | Johannes Just                    | deutscher Kunsthistoriker und Museumsdirektor                          | 78    |       |
| 11. Oktober | Lika Kawscharadse                | georgische Schauspielerin                                              | 57    |       |
| 11. Oktober | Lawrence H. Keeley               | US-amerikanischer Archäologe                                           | 69    |       |
| 11. Oktober | Karl-Heinz Kipp                  | deutsch-schweizerischer Milliardär                                     | 93    |       |
| 11. Oktober | Paolo Lunardon                   | italienischer Abt                                                      | 87    |       |
| 11. Oktober | Helmut Moos                      | deutscher Bildhauer                                                    | 86    |       |
| 11. Oktober | Erwin Moser                      | österreichischer Kinder- und Jugendbuchautor und Illustrator           | 63    |       |
| 11. Oktober | Werner Querfeld                  | deutscher Historiker und Archivar                                      | 88    |       |
| 11. Oktober | Marc F. Suter                    | Schweizer Politiker                                                    | 64    |       |
| 11. Oktober | Hans Erich Troje                 | deutscher Rechtswissenschaftler                                        | 83    |       |
| 11. Oktober | Jörg Weissig                     | deutscher Ruderer und Rudertrainer                                     | 87    |       |
| 11. Oktober | Birgit Ziegert                   | deutsche Künstlerin                                                    | 51    |       |
| 10. Oktober | Cho Jin-ho                       | südkoreanischer Fußballspieler und -trainer                            | 44    |       |
| 10. Oktober | Brigitta Coenen-Mennemeier       | deutsche Romanistin und Literaturwissenschaftlerin                     | 87    |       |
| 10. Oktober | Helmut Creutz                    | deutscher Wirtschaftsanalytiker und Publizist                          | 94    |       |
| 10. Oktober | Oliver Grimm                     | deutscher Schauspieler und Synchronsprecher                            | 69    |       |
| 10. Oktober | Pentti Holappa                   | finnischer Schriftsteller                                              | 90    |       |
| 10. Oktober | Karl-Heinz Kleber                | deutscher Theologe                                                     | 88    |       |
| 10. Oktober | A. Daniel O’Neal                 | US-amerikanischer Regierungsbediensteter und Manager                   | 81    |       |
| 10. Oktober | Bob Schiller                     | US-amerikanischer Drehbuchautor                                        | 98    |       |
| 10. Oktober | Lissy Tempelhof                  | deutsche Schauspielerin                                                | 88    |       |
| 10. Oktober | Hans Thiel                       | deutscher Pädagoge und Autor                                           | 97    |       |
| 9. Oktober  | Manuel Busto                     | französischer Radrennfahrer                                            | 85    |       |
| 9. Oktober  | Armando Calderón Sol             | salvadorianischer Politiker                                            | 69    |       |
| 9. Oktober  | Roy H. Doi                       | US-amerikanischer Molekularbiologe                                     | 84    |       |
| 9. Oktober  | Roy Hawes                        | US-amerikanischer Baseballspieler                                      | 91    |       |
| 9. Oktober  | Gordon S. Kino                   | australisch-US-amerikanischer Elektroingenieur und Physiker            | 89    |       |
| 9. Oktober  | Yoji Kondo                       | japanisch-US-amerikanischer Astrophysiker und Schriftsteller           | 84    |       |
| 9. Oktober  | Renate Kroos                     | deutsche Kunsthistorikerin                                             | 86    |       |
| 9. Oktober  | Vincent La Selva                 | US-amerikanischer Dirigent                                             | 88    |       |
| 9. Oktober  | Rafe Mair                        | kanadischer Hörfunkmoderator und Politiker                             | 85    |       |
| 9. Oktober  | Joachim Mittelacher              | deutscher Posaunist                                                    | 79    |       |
| 9. Oktober  | Jari-Erik Nurmi                  | finnischer Psychologe                                                  | 60    |       |
| 9. Oktober  | Bill Puterbaugh                  | US-amerikanischer Automobilrennfahrer                                  | 81    |       |
| 9. Oktober  | Jean Rochefort                   | französischer Schauspieler                                             | 87    |       |
| 9. Oktober  | Fernando de Szyszlo              | peruanischer Maler und Bildhauer                                       | 92    |       |
| 9. Oktober  | József Tóth                      | ungarischer Fußballspieler                                             | 88    |       |
| 9. Oktober  | Allan Tschumak                   | russischer Geistheiler                                                 | 82    |       |
| 8. Oktober  | Coriún Aharonián                 | uruguayischer Komponist und Musiker                                    | 77    |       |
| 8. Oktober  | Aldo Biscardi                    | italienischer Fernsehjournalist                                        | 86    |       |
| 8. Oktober  | Mike Boland                      | kanadischer Eishockeyspieler                                           | 62    |       |
| 8. Oktober  | Gianni Bonagura                  | italienischer Schauspieler und Synchronsprecher                        | 91    |       |
| 8. Oktober  | Walter Buss                      | deutscher Richter                                                      | 97    |       |
| 8. Oktober  | Slim Chaker                      | tunesischer Politiker                                                  | 56    |       |
| 8. Oktober  | Darryl Edestrand                 | kanadischer Eishockeyspieler                                           | 71    |       |
| 8. Oktober  | Merrill Heatter                  | US-amerikanischer Fernsehproduzent                                     | 91    |       |
| 8. Oktober  | Jerry Kleczka                    | US-amerikanischer Politiker                                            | 73    |       |
| 8. Oktober  | Volker H. Ludwig                 | deutscher Architekt                                                    | 78    |       |
| 8. Oktober  | Wolfgang Stapp                   | deutscher Verleger                                                     | 90    |       |
| 8. Oktober  | Grady Tate                       | US-amerikanischer Jazzmusiker                                          | 85    |       |
| 8. Oktober  | Y. A. Tittle                     | US-amerikanischer American-Football-Spieler                            | 90    |       |
| 8. Oktober  | Birgitta Ulfsson                 | finnlandschwedische Schauspielerin                                     | 89    |       |
| 7. Oktober  | Kazys Almenas                    | litauischer Physiker und Schriftsteller                                | 82    |       |
| 7. Oktober  | Jimmy Beaumont                   | US-amerikanischer Sänger                                               | 76    |       |
| 7. Oktober  | Hugo Budinger                    | deutscher Hockeyspieler                                                | 90    |       |
| 7. Oktober  | Michael Curschmann               | deutscher Germanist und Literaturwissenschaftler                       | 81    |       |
| 7. Oktober  | Hugo Dollheiser                  | deutscher Hockeyspieler                                                | 90    |       |
| 7. Oktober  | Harald E. Esch                   | deutsch-US-amerikanischer Biologe                                      | 85    |       |
| 7. Oktober  | Lorenzo Gancia                   | italienischer Winzer                                                   | 87    |       |
| 7. Oktober  | Wjatscheslaw Iwanow              | sowjetischer bzw. russischer Philologe                                 | 88    |       |
| 7. Oktober  | Ole Krarup                       | dänischer Politiker                                                    | 82    |       |
| 7. Oktober  | Gottfried Krauß                  | deutscher Tischler und Holzschnitzer                                   | 81    |       |
| 7. Oktober  | Karl Gustav Ljungquist           | schwedischer Militärpatrouillenläufer                                  | 96    |       |
| 7. Oktober  | Juan Mendoza Vega                | kolumbianischer Arzt und Humanist                                      | 84    |       |
| 7. Oktober  | Patrick Nair                     | indischer Bischof                                                      | 85    |       |
| 7. Oktober  | Daniel Pezzotti                  | Schweizer Cellist                                                      | 55    |       |
| 7. Oktober  | Anton Rudinski                   | jugoslawischer Fußballspieler und -trainer                             | 80    |       |
| 7. Oktober  | Kundan Shah                      | indischer Filmregisseur                                                | 69    |       |
| 7. Oktober  | Wacław Świerzawski               | polnischer Bischof                                                     | 90    |       |
| 7. Oktober  | Washington SyCip                 | philippinischer Ökonom                                                 | 96    |       |
| 7. Oktober  | John Troan                       | US-amerikanischer Journalist                                           | 99    |       |
| 7. Oktober  | Anton Trzesniowski               | österreichischer Forstwissenschaftler                                  | 87    |       |
| 7. Oktober  | Joachim Wächter                  | deutscher Archivar und Historiker                                      | 91    |       |
| 7. Oktober  | Eberhard Warkehr                 | deutscher Chemiker und Politiker                                       | 85    |       |
| 6. Oktober  | Thelma Anderson                  | US-amerikanische Konzertorganisatorin                                  | 89    |       |
| 6. Oktober  | Roberto Anzolin                  | italienischer Fußballspieler                                           | 79    |       |
| 6. Oktober  | Menachem Ariav                   | israelischer Politiker                                                 | 88    |       |
| 6. Oktober  | Klaus-Jürgen Baarß               | deutscher Autor und Militär                                            | 83    |       |
| 6. Oktober  | Terry Downes                     | britischer Boxer und Filmschauspieler                                  | 81    |       |
| 6. Oktober  | Darsi Ferrer                     | kubanischer Dissident                                                  | 47    |       |
| 6. Oktober  | Lou Gare                         | britischer Jazz- und Improvisationsmusiker                             | 78    |       |
| 6. Oktober  | Marek Gołąb                      | polnischer Gewichtheber                                                | 77    |       |
| 6. Oktober  | Connie Hawkins                   | US-amerikanischer Basketballspieler                                    | 75    |       |
| 6. Oktober  | Franček Knez                     | slowenischer Bergsteiger                                               | 62    |       |
| 6. Oktober  | Ralphie May                      | US-amerikanischer Comedian und Schauspieler                            | 45    |       |
| 6. Oktober  | Rudolf Wolfgang Müller           | deutscher Politikwissenschaftler                                       | 82    |       |
| 6. Oktober  | Xenija Semjonowa                 | sowjetische bzw. russische Neurologin                                  | 98    |       |
| 6. Oktober  | Myles Tierney                    | US-amerikanischer Mathematiker                                         | 80    |       |
| 6. Oktober  | Richard Trimborn                 | deutscher Musiker                                                      | 85    |       |
| 5. Oktober  | Vanessa Busse                    | deutsche Schriftstellerin                                              | 37    |       |
| 5. Oktober  | Ruth Escobar                     | brasilianische Schauspielerin, Theaterproduzentin und Politaktivistin  | 81    |       |
| 5. Oktober  | Uwe Fecht                        | deutscher Fußballspieler und -trainer                                  | 58    |       |
| 5. Oktober  | Elisabeth Flitner                | deutsche Erziehungswissenschaftlerin                                   | 66    |       |
| 5. Oktober  | Antonius Geurts                  | niederländischer Kanute                                                | 85    |       |
| 5. Oktober  | Georges Griffiths                | ivorischer Fußballspieler                                              | 27    |       |
| 5. Oktober  | Dan Hanganu                      | rumänisch-kanadischer Architekt                                        | 78    |       |
| 5. Oktober  | Purushottam Kaushik              | indischer Politiker                                                    | 87    |       |
| 5. Oktober  | Eberhard van der Laan            | niederländischer Politiker                                             | 62    |       |
| 5. Oktober  | Ana María López Álvarez          | spanische Judaistin                                                    | 78    |       |
| 5. Oktober  | António de Macedo                | portugiesischer Regisseur und Autor                                    | 86    |       |
| 5. Oktober  | Kurt Mislow                      | US-amerikanischer Chemiker                                             | 94    |       |
| 5. Oktober  | Karl August Neuhausen            | deutscher Philologe                                                    | 77    |       |
| 5. Oktober  | François Xavier Nguyên Van Sang  | vietnamesischer Bischof                                                | 85    |       |
| 5. Oktober  | Giorgio Pressburger              | italienischer Regisseur und Autor                                      | 80    |       |
| 5. Oktober  | Milan Šahović                    | serbischer Rechtswissenschaftler                                       | 93    |       |
| 5. Oktober  | Felix Strasser                   | deutscher Regisseur, Autor und Theaterpädagoge                         | 41    |       |
| 5. Oktober  | Sylke Tempel                     | deutsche Journalistin und Buchautorin                                  | 54    |       |
| 5. Oktober  | Anne Wiazemsky                   | französische Schauspielerin und Schriftstellerin                       | 70    |       |
| 5. Oktober  | Dietmar Zimpel                   | deutscher Motorsportler                                                | 83    |       |
| 4. Oktober  | Hubert Achten                    | deutscher Bauingenieur                                                 | 88    |       |
| 4. Oktober  | Mahamudo Amurane                 | mosambikanischer Politiker                                             | 44    |       |
| 4. Oktober  | Bronisław Chromy                 | polnischer Künstler                                                    | 92    |       |
| 4. Oktober  | Liam Cosgrave                    | irischer Politiker                                                     | 97    |       |
| 4. Oktober  | Manfred Drexler                  | deutscher Fußballspieler und -trainer                                  | 66    |       |
| 4. Oktober  | Miklós Kengyel                   | ungarischer Rechtswissenschaftler                                      | 64    |       |
| 4. Oktober  | Kim Un-yong                      | südkoreanischer Sportfunktionär                                        | 86    |       |
| 4. Oktober  | Karel Kolář                      | tschechischer Leichtathlet                                             | 61    |       |
| 4. Oktober  | John Ripin Miller                | US-amerikanischer Politiker                                            | 79    |       |
| 4. Oktober  | Jesús Mosterín                   | spanischer Philosoph                                                   | 76    |       |
| 4. Oktober  | Werner Owart                     | deutscher Orgelbauer und Organist                                      | 93    |       |
| 4. Oktober  | Richard Paris                    | australischer Radrennfahrer                                            | 75    |       |
| 4. Oktober  | Vladimír Renčín                  | tschechischer Karikaturist                                             | 75    |       |
| 4. Oktober  | Jerry Ross                       | US-amerikanischer Songwriter und Produzent                             | 84    |       |
| 4. Oktober  | Yosihiko H. Sinoto               | US-amerikanischer Anthropologe                                         | 93    |       |
| 4. Oktober  | William Tepper                   | US-amerikanischer Schauspieler und Drehbuchautor                       | 69    |       |
| 4. Oktober  | Barry Thomas                     | US-amerikanischer Tontechniker und Tonmeister                          | 85    |       |
| 4. Oktober  | Martin Trömel                    | deutscher Chemiker                                                     | 82    |       |
| 3. Oktober  | Rodney Bickerstaffe              | britischer Gewerkschaftsführer                                         | 72    |       |
| 3. Oktober  | Salvatore Caci                   | italienischer Schauspieler und Schauspielagent                         | 40    |       |
| 3. Oktober  | Fernando Cavalleri               | argentinisch-chilenischer Fußballspieler und -trainer                  | 68    |       |
| 3. Oktober  | Wolfgang Glaser                  | deutscher Elektroingenieur                                             | 86    |       |
| 3. Oktober  | Rainer Hänsel                    | deutscher Konzert- und Tourneeveranstalter und Produzent               | 63    |       |
| 3. Oktober  | Patrick „Petz“ Hartert           | luxemburgischer Musiker                                                | 53    |       |
| 3. Oktober  | Michel Jouvet                    | französischer Neurowissenschaftler                                     | 91    |       |
| 3. Oktober  | Isabella Karle                   | US-amerikanische Physikochemikerin                                     | 95    |       |
| 3. Oktober  | Audronė Kaukienė                 | litauische Sprachwissenschaftlerin                                     | 76    |       |
| 3. Oktober  | Jan Koblasa                      | tschechischer Bildhauer, Maler und Graphiker                           | 84    |       |
| 3. Oktober  | Norbert Niehues                  | deutscher Jurist und Rechtswissenschaftler                             | 82    |       |
| 3. Oktober  | Dieter Nörr                      | deutscher Rechtswissenschaftler                                        | 86    |       |
| 3. Oktober  | Ursula Rzodeczko                 | deutsche Malerin                                                       | 88    |       |
| 3. Oktober  | Sérgio Sá                        | brasilianischer Sänger und Komponist                                   | 64    |       |
| 3. Oktober  | Roland Schwing                   | deutscher Politiker und Landrat                                        | 68    |       |
| 3. Oktober  | Hans-Peter Sick                  | deutscher Schwimmer und Sportjournalist                                | 65    |       |
| 3. Oktober  | Felix Stilz                      | deutscher Steuerberater                                                | 88    |       |
| 3. Oktober  | Dschalal Talabani                | irakischer Politiker                                                   | 83    |       |
| 2. Oktober  | Edgardo Antoñana                 | argentinischer Journalist                                              | 62    |       |
| 2. Oktober  | Günter Baumüller                 | deutscher Unternehmer                                                  | 77    |       |
| 2. Oktober  | Evangelina Elizondo              | mexikanische Schauspielerin                                            | 88    |       |
| 2. Oktober  | Robert Elsie                     | kanadischer Albanologe                                                 | 67    |       |
| 2. Oktober  | Fritz Haag                       | deutscher Soziologe                                                    | 77    |       |
| 2. Oktober  | Ako Haarbeck                     | deutscher Theologe                                                     | 85    |       |
| 2. Oktober  | Klaus Huber                      | Schweizer Komponist                                                    | 92    |       |
| 2. Oktober  | Azra Kolaković                   | bosnische Turbo-Folk-Sängerin                                          | 40    |       |
| 2. Oktober  | Edwin N. Lightfoot               | US-amerikanischer Chemieingenieur                                      | 92    |       |
| 2. Oktober  | Friedrich von Loeffelholz        | deutscher Radrennfahrer und Hochschullehrer                            | 62    |       |
| 2. Oktober  | Simon Ostrach                    | US-amerikanischer Raumfahrtingenieur                                   | 93    |       |
| 2. Oktober  | Paul Otellini                    | US-amerikanischer Manager                                              | 66    |       |
| 2. Oktober  | Marcel Perrier                   | französischer Bischof                                                  | 84    |       |
| 2. Oktober  | Tom Petty                        | US-amerikanischer Musiker                                              | 66    |       |
| 2. Oktober  | Doris Rast                       | Schweizer Mykologin                                                    | 87    |       |
| 2. Oktober  | Horst-Ludwig Riemer              | deutscher Politiker                                                    | 84    |       |
| 2. Oktober  | Neil J. Smelser                  | US-amerikanischer Soziologe                                            | 87    |       |
| 2. Oktober  | János Sólyom                     | ungarisch-schwedischer Pianist, Komponist und Dirigent                 | 78    |       |
| 2. Oktober  | Hans Stalder                     | Schweizer Mundartschriftsteller                                        | 95    |       |
| 1. Oktober  | Bob Deacon                       | britischer Sozialwissenschaftler                                       | 73    |       |
| 1. Oktober  | Hartmut Grimm                    | deutscher Musikwissenschaftler                                         | 64    |       |
| 1. Oktober  | Robert D. Hales                  | US-amerikanischer Geistlicher                                          | 85    |       |
| 1. Oktober  | Joe Hanchrow                     | US-amerikanischer Jazzmusiker                                          | 82    |       |
| 1. Oktober  | Arthur Janov                     | US-amerikanischer Psychologe und Autor                                 | 93    |       |
| 1. Oktober  | Hugh Kearney                     | britischer Historiker                                                  | 93    |       |
| 1. Oktober  | František Listopad               | tschechisch-portugiesischer Schriftsteller                             | 95    |       |
| 1. Oktober  | István Mészáros                  | ungarischer Philosoph                                                  | 87    |       |
| 1. Oktober  | S. I. Newhouse junior            | US-amerikanischer Verleger                                             | 89    |       |
| 1. Oktober  | Wolfgang Orth                    | deutscher Althistoriker                                                | 73    |       |
| 1. Oktober  | Stephen Paddock                  | US-amerikanischer Massenmörder                                         | 64    |       |
| 1. Oktober  | Philippe Rahmy                   | Schweizer Schriftsteller                                               | 52    |       |
| 1. Oktober  | S. Charles Schulz                | US-amerikanischer Psychiater                                           | 70    |       |
| 1. Oktober  | John Swinburne                   | schottischer Politiker und Fußballfunktionär                           | 87    |       |
| 1. Oktober  | Herbert Tröndle                  | deutscher Rechtswissenschaftler                                        | 98    |       |
| 1. Oktober  | Paul Vogt                        | deutscher Kunsthistoriker                                              | 91    |       |
| 1. Oktober  | Larissa Volpert                  | sowjetische bzw. estnische Philologin und Schachspielerin              | 91    |       |

### Datum unbekannt
| Tag                                | Name               | Beruf, bekannt als                          | Alter | Beleg |
| ---------------------------------- | ------------------ | ------------------------------------------- | ----- | ----- |
| Tod bekannt gegeben am 19. Oktober | Rudolf Röhricht    | deutscher Politiker                         | 78    |       |
| tot aufgefunden am 17. Oktober     | Santiago Maldonado | argentinischer Menschenrechtsaktivist       | 28    |       |
| Tod bekannt gegeben am 5. Oktober  | John Murtaugh      | US-amerikanischer Jazzmusiker und Arrangeur | ≈90   |       |